# Стадион Секто

Стадион Секто (мађ. Széktói Stadion) је вишенаменски стадион у Кечкемету, у Мађарској. Углавном користи за фудбалске и рагби утакмице, и домаћи је стадион Кечкемети ТЕ у Мађарском националном првенству I и Кечкеметског атлетског и рагби клуба у Мађарском националном првенству I. Са 4.300 седишта и стајаћим простором за 2.000, стадион може да прими 6.300 гледалаца.

## Историја
Стадион је изграђен 1962. године, уз помоћ неколико локалних финансијера. Реновиран је 2002. године. Нова расвета је завршена 2008. године, након промоције клуба у НБ I, највишу лигу мађарског фудбала.
Тунис је ремизирао са Ираном 2 : 2 у пријатељској утакмици 15. августа 2012. године. Била је то прва утакмица између ова два тима.